# Habropoda bucconis
Habropoda bucconis là một loài Hymenoptera trong họ Apidae. Loài này được Friese mô tả khoa học năm 1911.